# Lonesome Cowboys
Lonesome Cowboys es una película realizada en el año 1968 dirigida por el artista estadounidense Andy Warhol. Escrita por Paul Morrissey, la película es una sátira de las película del oeste de Hollywood. Ganó el Premio a la Mejor Película en el Festival Internacional de Cine de San Francisco.

## Producción
Lonesome Cowboys estuvo filmada en enero de 1968 en el Viejo Tucson y el Linda Vista Dude Ranchen en Oracle, Arizona con un presupuesto de 3,000 dólares. Como protagonistas se encuentran las «Warhol superstars»: Viva, Taylor Mead, Eric Emerson y Joe Dallesandro. La trama está basada sobre Romeo y Julieta, de ahí los nombres de Julian y Ramona de los dos personajes. 
Warhol tenía previsto inicialmente titular la película Fuck, y a continuación The Glory of the Fuck. Warhol y Morrisey se decantaron por Lonesome Cowboys mientras Warhol estaba convaleciente tras el atentado contra su vida realizado por Valerie Solanas. 
John Schlesinger filmó Midnight Cowboy, en la que presentó a varios miembros del séquito de Warhol, incluyendo a Viva y Ultra Violet quién, con Morrisey, también realizó un cortometraje separado mientras se filmaba de Midnight Cowboy. Warhol en principio aprobó la participación de sus estrellas pero quedó resentido al percibir como una caza furtiva de Schlesinger la escena de Warhol. Warhol decidió debilitar a Schlesinger y nombrar esta película Lonesome Cowboys como una referencia a Midnight Cowboy.

## Reparto
- Joe Dallesandro como el pequeño Joe.
- Julian Burroughs como hermano.
- Eric Emerson como Eric.
- Tom Hompertz como Julian.
- Taylor Mead como enfermero.
- Viva como Ramona D'Alvarez.
- Louis Waldon como Mickey.
- Francis Francine como sheriff.

## Recepción
En agosto de 1969, la película fue capturada por la policía en Atlanta, Georgia y el personal del teatro arrestado.

## Versiones
Una nueva versión en el año 2010 por Marianne Dissard titulada Lonesome Cowgirls, que estuvo realizada en Tucson, Arizona.